# 1ª Mostra nazionale delle Bonifiche
La 1ª Mostra nazionale delle Bonifiche fu una mostra che si tenne a Roma nel 1932, in occasione dei festeggiamenti per il Decennale della Marcia su Roma.
Organizzata da un comitato presieduto da Arrigo Serpieri, fu inaugurata il 2 ottobre 1932 in un padiglione costruito presso Villa Umberto.
La mostra intendeva mostrare i progressi compiuti dal fascismo nel campo delle bonifiche e prevedeva sezioni espositive per regioni, con documentazioni fotografiche.
Lo stile espositivo era tradizionale, molto lontano dalle soluzioni innovative proposte nelle successive esposizioni fasciste, come la Mostra della Rivoluzione fascista.